# Taddart
Taddart (en àrab تادرت, Tāddart; en amazic ⵜⴰⴷⴷⴰⵔⵜ) és un municipi rural del Marroc a la província de Guercif, a la regió de L'Oriental, al Marroc. Segons el cens de 2014 tenia una població total de 22.138 persones.